# 利皮夫卡 (波隆涅區)
50°14′5″N 27°33′13″E / 50.23472°N 27.55361°E
利皮夫卡（烏克蘭語：Липівка），是烏克蘭西部的村莊，隸屬赫梅利尼茨基州的舍佩蒂夫卡區。該村面積0.38平方公里，海拔高度245米，2001年人口79，人口密度每平方公里210.1人。